# Mali Moravščak
Mali Moravščak je naselje v Občini Sveti Jurij ob Ščavnici.